# Propagurus deprofundis
Propagurus deprofundis är en kräftdjursart som först beskrevs av Stebbing 1924.  Propagurus deprofundis ingår i släktet Propagurus och familjen eremitkräftor. Inga underarter finns listade i Catalogue of Life.